# Гайола
Гайола, Ґайола (італ. Gaiola, п'єм. Gajòla) — муніципалітет в Італії, у регіоні П'ємонт,  провінція Кунео.
Гайола розташована на відстані близько 500 км на північний захід від Рима, 85 км на південь від Турина, 14 км на південний захід від Кунео.
Населення — 587 осіб (2014).
Щорічний фестиваль відбувається 15 серпня. Покровителька — Богородиця Небовзята.

## Демографія
Населення за роками:

Станом на 1 січня 2023 року в муніципалітеті офіційно проживало 9 іноземців з 2 країн, серед них 9 громадян країн Євросоюзу.

## Сусідні муніципалітети
- Борго-Сан-Дальмаццо
- Моїола
- Ріттана
- Роккаспарвера
- Валлоріате